# 萊氏硬頭魚
萊氏硬頭魚(学名：Craterocephalus laisapi），為輻鰭魚綱銀漢魚目銀漢魚科的其中一種，分布於亞洲東帝汶Ira Siquero河流域，體長可達4.3公分，為熱帶魚類，棲息在淺水域，生活習性不明。